# Ludwinów (gmina Dorohusk)
Ludwinów – wieś w Polsce położona w województwie lubelskim, w powiecie chełmskim, w gminie Dorohusk.
| SIMC    | Nazwa      | Rodzaj    |
| ------- | ---------- | --------- |
| 0102657 | Pniaczki   | część wsi |
| 0102663 | Przymiarki | część wsi |

W latach 1975–1998 miejscowość należała administracyjnie do województwa chełmskiego. 
Wieś jest sołectwem w gminie Dorohusk. Według Narodowego Spisu Powszechnego (III 2011 r.) liczyła 121 mieszkańców i była trzynastą co do wielkości miejscowością gminy Dorohusk.
Przez miejscowość przebiega droga krajowa nr 12.
Wierni Kościoła rzymskokatolickiego należą do parafii Świętych Apostołów Piotra i Pawła w Świerżach.